# DocBook
DocBook — мова розмітки для технічної документації, що є розвитком SGML та XML. Спочатку вона призначалася для автоматизації створення технічних документів під апаратне і програмне забезпечення комп'ютерів, але вона може бути використана для будь-якого іншого роду документації.
Поточна версія DocBook V5.0, прийнята у листопаді 2009, є офіційним стандартом OASIS.
Перетворенням DocBook-документа у формати, доступні для друкарського або просто візуального представлення (зокрема PDF, HTML, man-сторінки) займаються різні утиліти, що зазвичай здійснюють таке перетворення на основі шаблонів, що настроюються, або «таблиць стилів» (DSSSL або XSL), тобто відбувається справжня ізоляція структури документа від візуального представлення.
На відміну від HTML-документа, DocBook-документ не розглядається як кінцевий формат, тому, наприклад, один документ в цьому форматі після перетворення може виглядати і як один великий документ з складною структурою, і як набір невеликих простих документів-розділів.
DocBook розроблявся для створення технічної документації, але може використовуватися і в інших цілях (для створення сайтів, з перетворенням в HTML; для створення презентацій).

## Приклад
```
<book id="simple_book">

  <title>Very simple book</title>

  <chapter id="chapter_1">
    <title>Chapter 1</title>
    <para>Hello world!</para>
    <para>I hope that your day is proceeding splendidly!</para>
  </chapter>

  <chapter id="chapter_2">
    <title>Chapter 2</title>
    <para>Hello again, world!</para>
  </chapter>

</book>

```

## Історія
Розробка DocBook почалася в 1991 році і, в різний час, розвивався і підтримувався різними організаціями:
- 1991—1994: HaL Computer Systems і O’Reilly & Associates (+великий вплив Novell і DEC)
- 1994—1998: Davenport Group (+ великий вплив Novell і Sun)
- 1998—2007: OASIS. DocBook XML v4.5
- 2001-2009: DocBook XML v5.0